# Zełenyj Kut (obwód połtawski)
Zełenyj Kut (ukr. Зелений Кут) – wieś na Ukrainie, w obwodzie połtawskim, w rejonie mirhorodzkim, w hromadzie Wełyki Soroczynci. W 2001 liczyła 317 mieszkańców.